# فهد اليامي
فهد اليامي لاعب سعودي شاب يلعب في مركز مدافع .
سبق له اللعب في اندية الكوكب و النصر و الفيحاء و الشرق و السد .

## وصلات خارجية
- فهد اليامي على موقع Soccerway.com (الإنجليزية)